# Chris Small
Pour les articles homonymes, voir Small.
Christopher « Chris » Small, né le 23 septembre 1973 à Édimbourg, est un joueur de snooker professionnel écossais aujourd'hui retraité.
Le point culminant de sa carrière est une victoire en tournoi de classement, la coupe LG en 2002. La carrière de Chris Small prend fin trois ans plus tard, trop handicapé par une spondylarthrite ankylosante sévère, alors qu'il était au meilleur classement de sa carrière.
Il est aujourd'hui reconverti en entraîneur de snooker.

## Carrière
Le début de carrière de Chris Small laisse présager un futur brillant. Il devient, en 1992, le plus jeune joueur de l'histoire à remporter son premier match dans un championnat du monde de snooker. Cette victoire n'est guère suivie d'effet. Tout au long de sa carrière, Chris Small n'a jamais dépassé le stade du deuxième tour sur ce même tournoi.
C'est dix ans plus tard que sa carrière semble prendre un tournant, lorsqu'il remporte la coupe LG en 2002, en battant sur sa route Ronnie O'Sullivan, champion du monde en titre, et John Higgins, vice-champion du monde, puis Alan McManus en finale, sur le score de 9-5. Pendant cet intervalle de dix ans, le joueur d'Édimbourg avait déjà été en demi-finale de tournois classés par trois fois, à l'Open du pays de Galles 1995, au Grand Prix 1998 et à l'Open de Grande-Bretagne 2002.
La saison 2003-2004 n'est que confirmation ; Small est demi-finaliste du Masters d'Irlande, ce qui lui permet de capitaliser la 12e place du classement. Toutefois, la saison s'achève par un forfait contre Alan McManus, au championnat du monde. Mené 7-1, les injections de stéroïdes utilisées pour atténuer sa douleur troublent sa vision, mettant fin à ses chances de retourner la situation.
La saison suivante est pourtant désastreuse. Il ne remporte que trois matchs sur l'ensemble de sa saison, une médiocre performance imputable à l'aggravation considérable de sa maladie. En septembre 2005, comme il est clair que la maladie est devenue trop pénalisante pour la suite de sa carrière, Chris Small décide d'y mettre un terme.
En 2007, il fait une demande de subvention auprès d'un fonds de solidarité de la WPBSA, réservé aux joueurs ayant connu des moments difficiles, demande rejetée par l'organisme au motif que Chris Small aurait refusé de fournir un certificat médical d'un coût de 250 £. Cette décision scandalise une partie des joueurs du circuit qui prennent fait et cause pour Chris Small, parmi lesquels Jimmy White et Graeme Dott : « Tous les joueurs à qui j'ai parlé sont derrière lui. », dira le dernier.
En 2012, il décide de consacrer son temps à l'entraînement dans le snooker.

## Palmarès
| Légende | Catégorie                      | Titres                         | Finales                        |
|         | Tournois classés               | 1                              | 0                              |
|         | Tournois classés mineurs       | 1                              | 0                              |
|         | Tournois non classés           | 0                              | 2                              |
| Gras    | Tournois de la triple couronne | Tournois de la triple couronne | Tournois de la triple couronne |

### Titres
| Saison    | Nom du tournoi              | Lieu       | Finaliste    | Score | Tableau |
| 1992-1993 | Championnat Benson & Hedges | Angleterre | Alan McManus | 9-6   | Tableau |
| 2002-2003 | Coupe LG                    | Preston    | Alan McManus | 9-5   | Tableau |

### Finales perdues
| Saison    | Nom du tournoi      | Lieu    | Finaliste        | Score |
| 1995-1996 | Masters d'Australie | Bendigo | Anthony Hamilton | 6-8   |
| 1995-1996 | Open d'Australie    | Bendigo | Anthony Hamilton | 7-9   |